# Мкумфа
Мку́мфа (англ. Mkumpha) — традиційна громада у складі дистрикту Лікома Північного регіону Малаві.
Населення — 13204 особи (2018).